# Anton Kuzov
Anton Kuzov (en bulgare : Антон Миланов Кузов), né le 22 août 1929, est un ancien joueur bulgare de basket-ball.